# Budíškovice
Budíškovice (en allemand : Budischkowitz) est une commune du district de Jindřichův Hradec, dans la région de Bohême-du-Sud, en République tchèque. Sa population s'élevait à 694 habitants en 2020.

## Géographie
Budíškovice se trouve à 8 km à l'est de Dačice, à 39 km à l'est-sud-est de Jindřichův Hradec, à 78 km à l'est-nord-est de České Budějovice et à 137 km au sud-est de Prague.
La commune est limitée par Hříšice au nord, par Horní Slatina, Budeč et Chotěbudice à l'est, par Jemnice et Třebětice au sud, et par Dačice et Dobrohošť à l'ouest.

## Histoire
La première mention écrite du village date du milieu du XIVe siècle.